# Последний отсчёт (телесериал)
«Последний отсчёт» (англ. Countdown) — американский сериал в жанре криминальной драмы, созданный Дереком Хаасом. Главную роль исполнил Дженсен Эклс. Премьера первого сезона состоялась на Amazon Prime Video 25 июня 2025 года, первые три эпизода были доступны зрителям сразу, а остальные десять выходили каждую недель до 3 сентября 2025 года.

## Сюжет
После убийства сотрудника Министерства внутренней безопасности, детектив полиции Лос-Анджелеса Марк Мичам включается в состав секретной оперативной группы, состоящей из агентов под прикрытием из различных правоохранительных органов, чтобы выследить убийцу. Однако в ходе расследования раскрывается гораздо более крупный заговор, чем кто-либо ожидал, и на кону стоит безопасность города с населением в несколько миллионов человек.

## В ролях
- Дженсен Эклз — детектив Марк Мичем, сотрудник отдела по расследованию убийств и ограблений полиции Лос-Анджелеса. Мичам известен как своими навыками работы под прикрытием, так и своим безрассудным ковбойским поведением. Помимо этого, он также является бывшим рейнджером армии США, неоднократно участвовал в боевых действиях.
- Джессика Камачо — специальный агент Эмбер Оливерас, сотрудница Управления по борьбе с наркотиками. Как и Мичем, имеет опыт работы под прикрытием.
- Вайолетт Бин — специальный агент Эван Шепард, сотрудница ФБР, специализирующегося на борьбе с киберпреступностью.
- Эллиот Найт — специальный агент ФБР Кейонте Белл, эксперт по борьбе с террористической угрозой.
- Ули Латукефу — детектив Люк Финау, самый молодой член оперативной группы, служит в отделе по борьбе с бандами и наркотиками полиции Лос-Анджелеса.
- Эрик Дэйн — специальный агент ФБР Натан Блайт, возглавляющий оперативную группу.
- Джонатан Того — старший спецагент Дэймон Дрю, сотрудник Управления разведки и анализа, бывший полевой агент Отдела расследований внутренней безопасности (HSI), ветеран военной разведки.

## Эпизоды
| Сезон | Сезон | Эпизоды | Оригинальная дата показа | Оригинальная дата показа |
| Сезон | Сезон | Эпизоды | Премьера сезона          | Финал сезона             |
| ----- | ----- | ------- | ------------------------ | ------------------------ |
|       | 1     | 13      | июнь 25, 2025            | сентябрь 3, 2025         |

### 1 сезон
| №  | Название                    | Режиссёр             | Автор сценария | Дата премьеры    |
| -- | --------------------------- | -------------------- | -------------- | ---------------- |
| 1  | «Teeth in the Bone»         | Джонатан Браун       | Дерек Хаас     | июнь 25, 2025    |
| 2  | «Dead Lots of Times»        | Ави Юабиан           | Дерек Хаас     | июнь 25, 2025    |
| 3  | «Happy Birthday Final»      | Тесс Мэлоун          | Дерек Хаас     | июнь 25, 2025    |
| 4  | «Bite 'Em Down»             | Крис Грисмер         | Дерек Хаас     | июль 2, 2025     |
| 5  | «Blurred Edges»             | Ави Юабиан           | Дерек Хаас     | июль 9, 2025     |
| 6  | «A Needle or a Bullet»      | Джонатан Браун       | Дерек Хаас     | июль 16, 2025    |
| 7  | «Nothing Else Helps»        | Эрик Штольц          | Дерек Хаас     | июль 23, 2025    |
| 8  | «The Nail in the Chair»     | Нина Лопез-Коррадо   | Дерек Хаас     | июль 30, 2025    |
| 9  | «10–33»                     | Джонатан Браун       | Дерек Хаас     | август 6, 2025   |
| 10 | «The Nuzzle Pile»           | Лиза Робинсон        | Дерек Хаас     | август 13, 2025  |
| 11 | «Run»                       | Рашиди Наташа Харпер | Дерек Хаас     | август 20, 2025  |
| 12 | «This Is His Signature»     | Лиза Робинсон        | Дерек Хаас     | август 27, 2025  |
| 13 | «Your People Are in Danger» | Джонатан Браун       | Дерек Хаас     | сентябрь 3, 2025 |

## Производство
Компания Amazon MGM Studios заказала 13-серийный сериал у сценариста Дерека Хааса, который также является исполнительным продюсером и шоураннером сериала. Дженсен Эклс был утверждён на главную роль в июне 2024 года. В том же месяце к актёрскому составу присоединились Джессика Камачо и Эрик Дэйн. В июле к ним присоединились Вайолетт Бин, Ули Латукефу и Эллиот Найт.
Съёмки начались в Лос-Анджелесе в сентябре 2024 года, а в декабре в СМИ появились фотографии со съёмочной площадки. В марте 2025 года актёры объявил в социальных сетях, что производство сериала официально завершено.

## Критика
На Metacritic сериалу присвоили оценку 43 из 100 на основе 8 рецензий критиков, что означает «смешанные или средние отзывы».